# Taylorcraft L-2
O Taylorcraft L-2 Grasshopper é uma aeronave americana de observação e ligação construída pela Taylor Aircraft Company para a Forças Aéreas do Exército dos Estados Unidos (USAAF) na Segunda Guerra Mundial.

## Projeto e desenvolvimento
Em 1941, a USAAF encomendou quatro Taylorcraft D com a designação YO-57. Eles foram avaliados no verão de 1941 durante manobras na Louisiana e no Texas, onde foram usados para fins de apoio, como transporte leve e correio. O general Innis P. Swift, comandante da 1ª Divisão de Cavalaria, cunhou o nome de "grasshopper" ("gafanhoto") após testemunhar um pouso acidentado. Isso levou a um pedido de produção sob a designação O-57 Grasshopper. Em março de 1942, a designação foi alterada para L-2 Grasshopper.
Na Segunda Guerra Mundial, a USAAF começou a usar o L-2 da mesma maneira que o balão de observação foi usado na França durante a Primeira Guerra Mundial - avistando as tropas inimigas e as concentrações de suprimentos e direcionando o fogo de artilharia contra eles. Também era usado para outros tipos de tarefas de ligação, transporte e reconhecimento de curto alcance que exigia aviões que podiam pousar e decolar em distâncias mínimas em pistas de pouso despreparadas.
No pós-guerra, vários L-2 foram convertidos para uso civil e são operados por proprietários de pilotos privados nos Estados Unidos como o Model DCO-65. Vários ainda estão em condições de voar em 2021.
A série L-2 atende aos padrões para aeronaves esportivas leves (exceto o L-2M, que tem um peso bruto nominal cinco libras acima do limite de 1.320 libras), portanto, pode ser pilotado por pilotos com o Certificado de Piloto Esportivo.

## Variantes

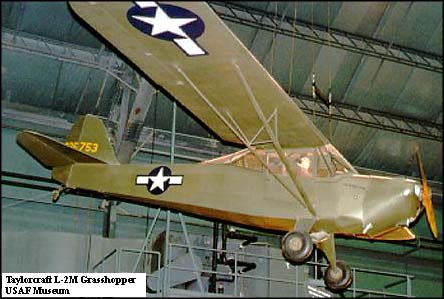
Um exemplar do Taylorcraft L-2M exposto
no National Museum of the United States Air Force.

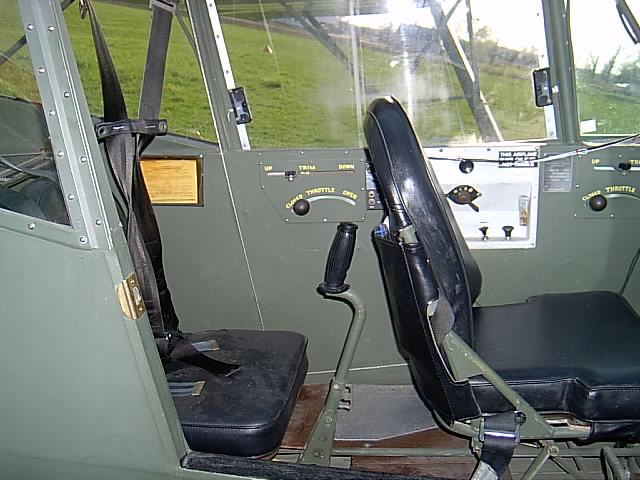
Interior do Taylorcraft L-2M N52347.

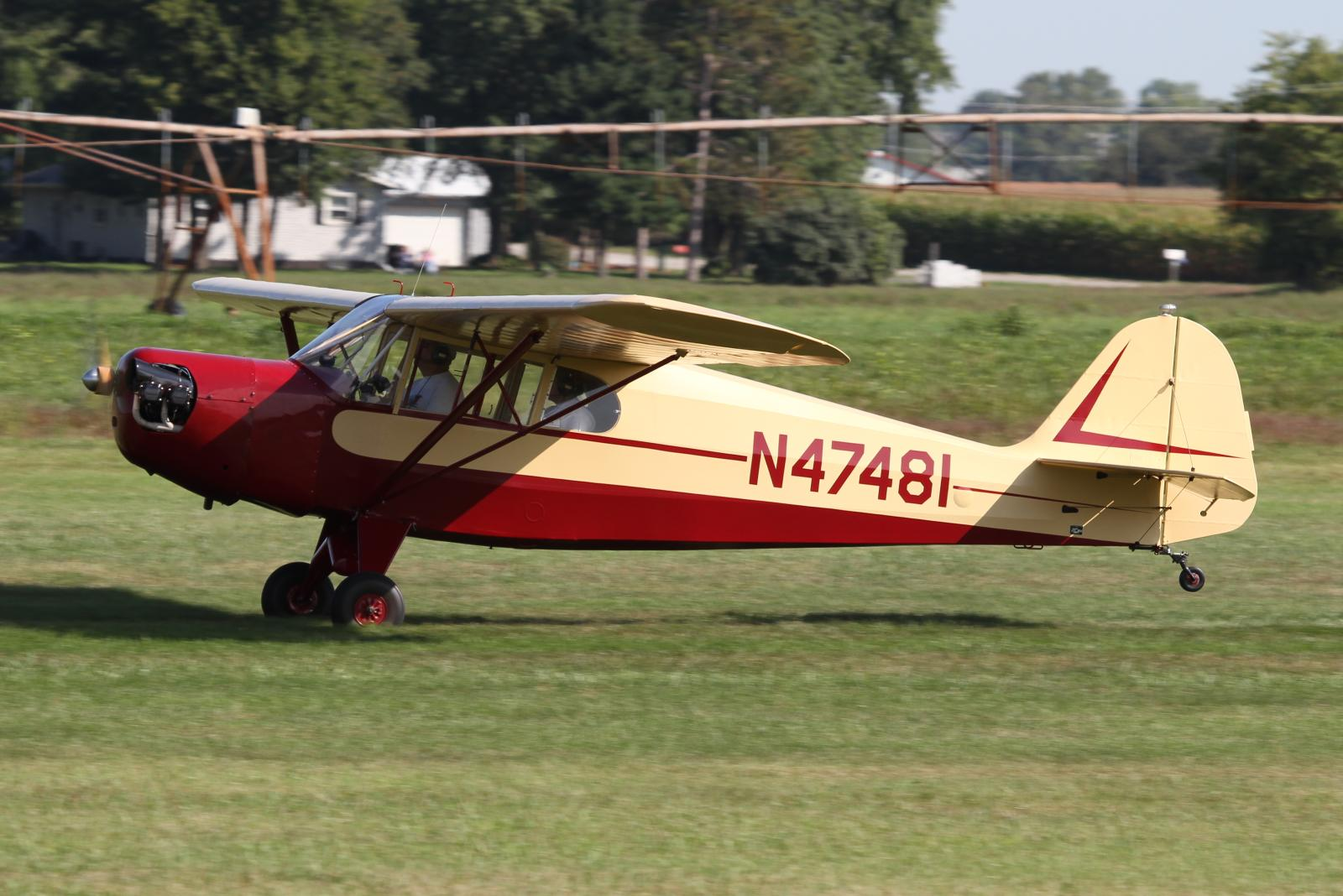
Taylorcraft DCO-65.

YO-57
A versão militar do Taylorcraft Model D, quatro para avaliação com um YO-170-3 de 65cv e assentos tandem, mais tarde tornou-se O-57 e depois L-2.
O-57
Versão de produção com pequenas alterações e um motor O-170-3 de 65 cv e assentos em tandem, 20 construídos e re-designados como L-2 em 1942.
O-57A
O-57 com cabine modificada e rádios militares e um assento de observador voltado para trás, 336 construídos, redesignado L-2A
L-2
O-57 redesignado em 1942, mais 50 construídos.
L-2A
O-57A redesignado em 1942, mais 140 construídos.
L-2B
L-2A com modificações para observação de artilharia com um motor Continental A65-8 de 65 cv e assentos tandem, 490 construídos.
L-2C
13 Taylorcraft Model DC65 com assentos em tandem, comissionados ao serviço do Exército.
L-2D
Um Taylorcraft modelo DL65 com assentos tandem, comissionado ao serviço do Exército.
L-2E
Dois Taylorcaft Modelo DF65s equipados com um Franklin 4AC-176-B2 de 65cv e assentos em tandem para o serviço do Exército.
L-2F
Sete Taylorcraft Model BL65s equipados com assentos lado a lado e um motor O-145-B1 de 65 cv, um originalmente designado UC-95.
L-2G
Dois modelos BF da Taylorcraft equipados com assentos lado a lado e um motor Franklin 4AC-150-50 de 50cv.
L-2H
Nove modelos BC12-65 da Taylorcraft equipados com assentos lado a lado e um motor Continental A65-7 de 65 cv.
L-2J
Cinco modelos Taylorcraft BL12-65s equipados com assentos lado a lado e um motor O-145-B1 de 65cv.
L-2K
Quatro modelos Taylorcraft BF12-65s equipados com assentos lado a lado e um motor Franklin 4AC-176-B2 de 65cv.
L-2L
O modelo BF60 da Taylorcraft equipado com um assento lado a lado e um motor Franklin 4AC-171 de 60 cv.
L-2M
L-2A com capôs de motor bem ajustados e spoilers de asa e assento tandem, 900 construídos.
TG-6
Modelo ST.100 variante de planador de treinamento de três lugares com área de bordo de fuga ampliada, spoilers de asa e um trem de pouso mais simples, 250 construídos.
LNT-1
Versão da Marinha dos EUA do TG-6
XLNT-2
LNT-1 modificado para testes da "Glomb".
UC-95
Um Taylorcraft Model BL65 equipado com assentos lado a lado e um motor O-145-B1 de 65 cv, re-designado L-2F.

## Operadores
França
- Marine Nationale[8]

 Haiti
- Corps d'Aviation d'Haiti

 Holanda
- Aviação militar do Exército Real das Índias Orientais Holandesas - Pós-guerra

 Estados Unidos
- United States Army Air Forces

## Exemplares em exibição
- 43-26110 – L-2M on static display at the Pima Air & Space Museum in Tucson, Arizona.[9]
- 43-26433 – L-2M on static display at the Aerospace Museum of California in McClellan, California.[10]
- 43-26592 – L-2M on static display at the National Museum of the United States Air Force in Dayton, Ohio.[11]